# U.S. Route 11
La U.S. Route 11, o U.S. Highway  11, (US 11) è un'autostrada che attraversa gli Stati Uniti in direzione sud-nord (mentre fisicamente generalmente nord-est-sudovest) che si estende per 2647 km su tutta la costa orientale. Il capolinea meridionale del percorso è la U.S. Route 90 nel Bayou Sauvage National Wildlife Refuge nella parte orientale di New Orleans in Louisiana. Il capolinea settentrionale è sul confine con il Canada a Rouses Point.